# Legio III Augusta
La Legio III Augusta era una Legione romana creata o dal console Gaio Vibio Pansa (nel 43 a.C.) o dallo stesso Ottaviano (nel 41-40 a.C.). Il principale teatro delle operazioni di tale Legione furono le province dell'Africa romana. Stando alle fonti, tale unità fu operativa sino alla fine del IV-inizio del V secolo. Tra gli emblemi della III Augusta erano il cavallo alato Pegaso e il Capricorno.

## Storia

### Guerra civile tra Cesare e Pompeo
La III Augusta partecipò probabilmente alla battaglia di Filippi nel 42 a.C., in seguito alla quale Augusto e Marco Antonio sconfissero l'esercito dei senatori che avevano cospirato per uccidere Giulio Cesare. Dopo questa prima vittoria, la III Augusta rimase sotto il comando di Augusto e fu forse impiegata in Sicilia, dove Sesto Pompeo aveva scatenato una ribellione.

### Permanenza in Africa e decimazione
A partire dal 30 a.C., la III Augusta era di stanza in Africa probabilmente a Thugga, ove fu impiegata soprattutto nelle opere di costruzione. Sebbene l'Africa fosse tradizionalmente una zona pacifica dell'impero romano, tra il 17 e il 24 la III Augusta si dovette scontrare con le tribù ribelli dei Numidi e dei Mauritani. Nel 18, una sottounità venne massacrata durante un'imboscata. Tale disastro fu forse dovuto allo scarso coraggio mostrato dai soldati: per questo motivo, l'intera legione fu punita con la decimazione (una misura, estrema e poco usata, che prevedeva l'uccisione di un legionario ogni dieci).
Fu così che in aiuto della III Augusta Tiberio inviò la VIIII Hispana: in tal modo, entro il 24 fu possibile reprimere definitivamente la ribellione. Al termine della rivolta di Tacfarinas e dei suoi Musulami la legione era spostata ad Ammaedara (oggi Haidra).
Nel forte della legione a Gemellae (costruito tra il 126 a.C. e il 33 d.C.), nell'attuale Algeria, gli archeologi ritrovarono un complesso termale di oltre 600 mq. La struttura era alimentata con un impianto per il riscaldamento dell'acqua che ricorreva alla combustione del tamarisco del deserto.

### Anno dei quattro imperatori

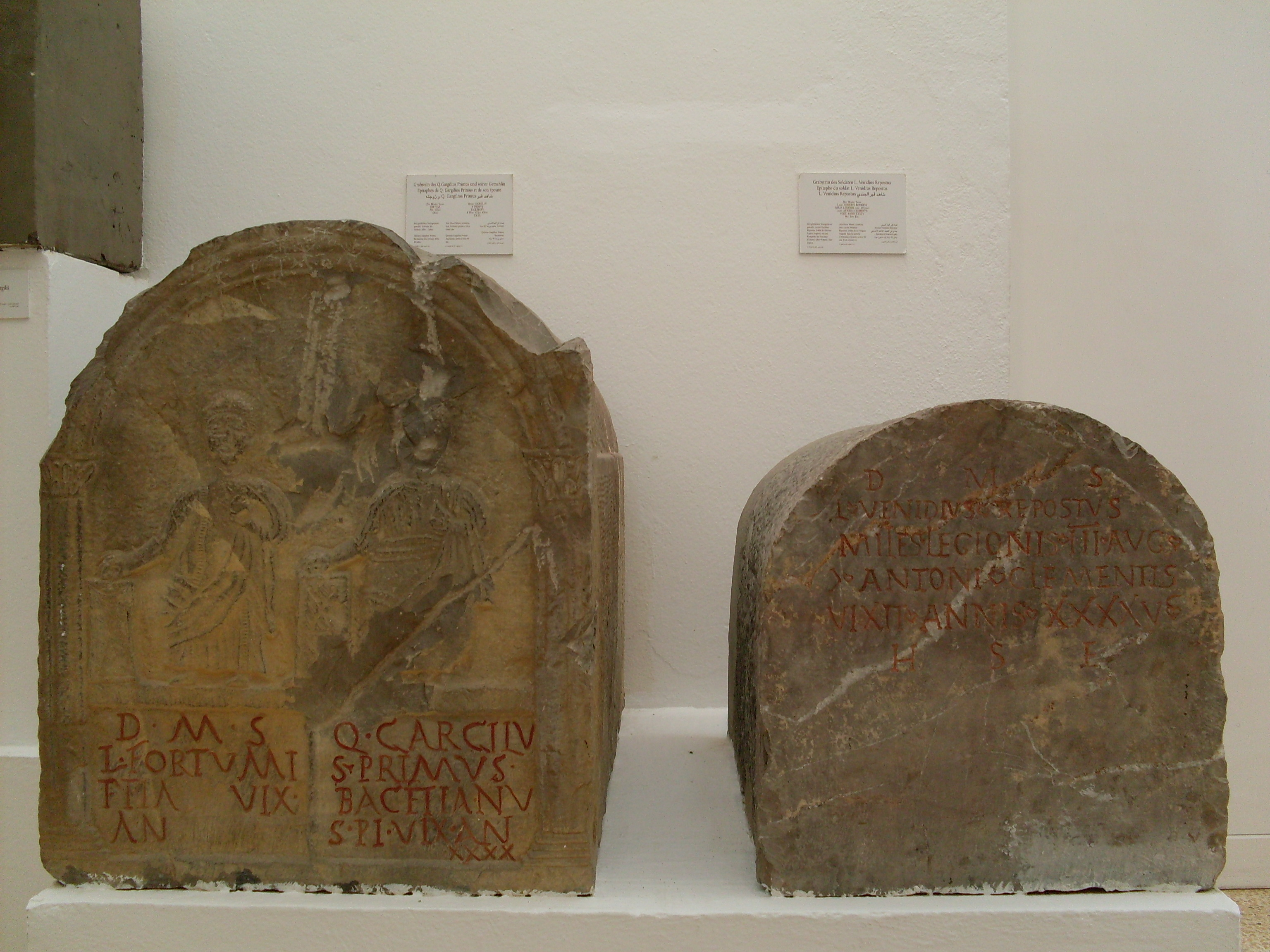
Iscrizioni latine della legio III Augusta.

Durante il I secolo, l'Africa fu la sola provincia controllata da un senatore, il "governatore proconsole". Era dunque di vitale importanza per l'imperatore che questa persona, oltretutto a capo della III Augusta, fosse di comprovata lealtà. A rivestire questo ruolo tra il 45 e il 46 fu Galba, uno degli imperatori che si avvicendarono durante l'anno dei quattro imperatori (69).
Durante gli ultimi anni dell'impero di Nerone, Lucio Clodio Macro, proconsole dell'Africa, si ribellò e creò un'altra legione, la I Macriana liberatrix, che doveva unirsi alla III Augusta. Durante i disordini dell'anno dei quattro imperatori, entrambe le legioni appoggiarono (senza mai però prendere parte alle battaglie in Italia) dapprima Galba, poi Vitellio e, infine, Vespasiano.

### Dai Flavi al suo scioglimento, sotto Gordiano III
Nel 75 Vespasiano spostò la III da Ammaedara a Theveste, mentre a partire dal 100 (sotto Traiano), la legione era spostata a Lambaesis in Numidia (qui Adriano nel maggio del 128 tenne una adlocutio alle truppe dopo aver presenziato ad una loro esercitazione, da cui sono emersi importanti elementi riguardo all'addestramento delle truppe sotto il suo principato). La legione rimase in questa località per i successivi due secoli, con il compito di difendere la provincia dagli assalti delle tribù berbere. Alcuni uomini della III Augusta furono spesso impiegati in campagne contro i Parti. Si ha inoltre notizia della presenza di legionari della III Augusta durante la guerre marcomanniche di Marco Aurelio. Un suo importante legatus legionis, dopo il periodo delle guerre marcomanniche, fu Marco Valerio Massimiano.
Nel 193, l'imperatore di origine africana Settimio Severo concesse alla legione il titolo di Pia Vindex ("Vendicatrice Fedele") a seguito dell'impegno mostrato nel corso della guerra civile scoppiata dopo l'uccisione dell'imperatore Pertinace.
Il III secolo coincise con un periodo di difficoltà per la III Augusta. Innanzitutto, essa subì ingenti perdite a seguito degli scontri con una tribù del deserto, tant'è che ci si vide costretti a rinforzarla con uomini provenienti dalla III Gallica, da poco sciolta. Nel 238, la legione riuscì a sopprimere la rivolta di Gordiano I e Gordiano II, sconfitti nella Battaglia di Cartagine, per poi però venire sciolta da Gordiano III.

### Ricostituzione della legione sotto Gallieno, fino allaNotitia Dignitatum

Disegno dello scudo del Tertio Augustani, evoluzione della Legio III Augusta a inizio del V secolo.

Nel 252 l'imperatore Valeriano ricostituì la III Augusta con truppe dalla Rezia e dal Norico e le diede l'appellativo di  Iterum Pia Iterum Vindex (Di nuovo fedele, di nuovo vendicatrice). Compito principale di questa nuova forza era quello di condurre un'azione di contrasto contro una federazione di berberi che minacciavano l'impero. La guerra si concluse nel 260 e sotto Aureliano la legione è attestata col titolo onorifico di Aureliana
La situazione precipitò nuovamente tra il 289 e il 297, tant'è che l'imperatore Massimiano dovette recarsi personalmente in Africa a guidare le operazioni militari e ribattezzandola Pia Fidelis
Le ultime tracce della permanenza in Africa della III Augusta risalgono agli anni tra la fine del IV e l'inizio del V secolo come testimonia la Notitia Dignitatum secondo cui divenne una legione comitatense di fanteria con il nome di Tertia Augustani.